# Flagellazione dell'Ellesponto
(Temistocle arringa gli ateniesi, in Erodoto, Storie, VIII, 109)

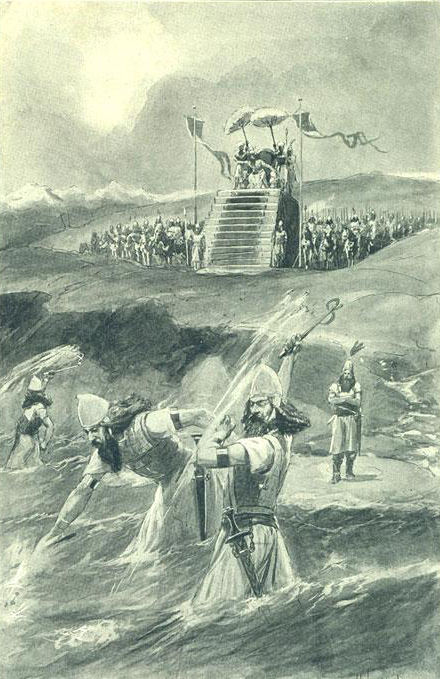
Serse fa frustare il mare

La flagellazione dell'Ellesponto o fustigazione dell'Ellesponto è un evento, solo apparentemente minore, occorso nell'ambito delle guerre persiane, per la precisione nella seconda spedizione mossa da Serse I di Persia contro la Grecia.
Si trattò di una punizione corporale, in quella forma di tortura che va sotto il nome di flagellazione, che il re persiano inflisse al tratto di mare dell'Ellesponto (lo stretto dei Dardanelli), reo, a suo dire, di avergli recato un'ingiusta offesa personale.
Questa sarebbe consistita nella distruzione del ponte di barche che Serse andava realizzando sullo stretto, al fine di consentire il transito del suo esercito.

## Il ponte sullo stretto
Il ponte di barche fu costruito presso la città di Abido, in un punto in cui il tratto di mare si restringeva a 7 stadi (circa 1200 metri).
La sua realizzazione era collegata a quella di un'opera ingegneristica ancor più rilevante cui il re persiano pose mano nello stesso periodo: la costruzione del Canale di Serse presso Monte Athos. Il ponte fu voluto da Serse in persona, contro il consiglio fornitogli dal suo visir Artabano, che, al contrario, lo riteneva un possibile punto di debolezza della spedizione, in quanto facile bersaglio di attacchi e sabotaggi nemici.
Il primo tentativo fu vanificato da una tempesta, aiutata probabilmente da alcune negligenze durante la messa in opera. Il ponte fu distrutto dalla violenza del mare proprio quando i lavori erano ormai quasi giunti al termine. L'ira di Serse si abbatté allora con durezza sui responsabili della costruzione, che furono condannati alla decapitazione.
Una sorte migliore toccò invece al mare: Serse gli risparmiò la pena capitale ripiegando su quella più mite della flagellazione.

## La pena, la maledizione e la marchiatura a fuoco
La punizione fu eseguita, secondo i voleri del re, infliggendo al mare trecento frustate, accompagnate da una terribile e offensiva maledizione. Il re ordinò pure che fossero scagliati in mare due ceppi con l'aggiunta, probabile, di una marchiatura a fuoco del mare, a lasciare su di esso un'onta perenne.

## Significato del gesto
Sebbene un simile accanimento possa far indulgere ad una facile ironia, cui non sembra resistere lo stesso Erodoto che vi riconobbe forse l'irosa e insensata protervia di un re barbaro, il gesto può essere più correttamente giudicato se lo si inquadra nella sua veste rituale, religiosa ed apotropaica. Una simile interpretazione appare ben confortata dalla relativa complessità dell'insieme dei gesti accompagnatori.
Tra gli scopi del rituale rientrava probabilmente anche quello di operare una sorta di desacralizzazione dell'Ellesponto. Si ricordi peraltro che proprio l'Ellesponto, punto di separazione e di aderenza tra continenti, fa da scenario a vari miti: quello degli Argonauti ma soprattutto quello di Ero e Leandro, la cui simbologia sottende la tematica del possibile incontro di civiltà tra i continenti asiatico ed europeo.

## Il secondo ponte
Il ponte venne comunque realizzato immediatamente dopo da altri ingegneri che, come presumibile, posero in atto maggiori cautele e accortezze. La costruzione richiese l'utilizzo di 674 navi, triremi e pentecontere, solo una parte dell'enorme flotta persiana, tenute insieme da gomene a formare due bracci obliqui da 314 e 360 navi.

## Il pentimento
Erodoto descrive l'attraversamento del ponte, da parte dell'esercito persiano, come un'incredibile parata scenografica, durata sette giorni e sette notti, senza interruzione ed accompagnata da oscuri presagi (un'eclissi di sole, una cavalla che dà alla luce una lepre, la nascita di un mulo ermafrodito) oltre che da complessi rituali: tra questi implorazioni al sole, l'offerta di libagioni, la combustione di incensi vari e rami di mirto e l'offerta in mare di un cratere d'oro, della coppa d'oro utilizzata per la libagione e di una spada persiana del tipo detto acinace.
Questi ultimi gesti offertori, apparentemente rivolti al mare più che al sole, potrebbero lasciar intendere, secondo l'allusione di Erodoto, ad una sorta di rito riparatorio messo in atto da un re tardivamente pentito.